# 51 Pegasi b
51 Pegasi b, nomeado de Dimidium e não-oficialmente chamado de Belerofonte, de acordo com a eleição promovida pela União Astronômica Internacional, é um planeta extrassolar situado a aproximadamente 50 anos-luz da Terra na constelação de Pegasus. 51 Pegasi b foi o primeiro planeta descoberto orbitando uma estrela da sequência principal, a estrela  51 Pegasi (os primeiros planetas foram descobertos em 1992 por Aleksander Wolszczan orbitando o pulsar PSR B1257+12), o que foi um marco para a planetologia. Este planeta constitui o protótipo de uma classe planetária denominada Júpiteres quentes.

## Nome e características
A letra "b" em 51 Pegasi b é usada para diferenciar o planeta da estrela que ele orbita. Planetas companheiros a descobrir serão designados sucessivamente como c, d, e por aí em diante, independentemente do quão distarem da estrela-mãe. 51 Pegasi b é um planeta extremamente quente.
Depois da sua descoberta, muitas equipes confirmaram a sua existência e obtiveram mais observações das suas propriedades, incluindo o facto de orbitar muito próximo da estrela (a distância orbital entre 51 Pegasi b e sua estrela-mãe equivale a menos da metade da distância média entre Mercúrio e o Sol), sofrer temperaturas de cerca de 1 000 graus celsius, e ter cerca de metade da massa de Júpiter. Na altura da descoberta, esta distância curta não era compatível com a teoria da origem dos planetas e resultou em discussões de migração orbital.

## Descoberta
O planeta foi descoberto, por Michel Mayor e Didier Queloz, usando um espectrômetro que pode detectar as mudanças regulares na velocidade radial de sua estrela. Estas mudanças são causadas pelos efeitos gravitacionais do planeta que dista 7 milhões de quilómetros da estrela.
Depois do anúncio, a 12 de outubro de 1995, a confirmação veio pelo Dr. Geoffrey Marcy e Dr. Paul Butler das universidades norte-americanas Universidade Estadual de São Francisco e Universidade da Califórnia em Berkeley, respectivamente. Usaram o espectrógrafo Hamilton no observatório de Lick perto da cidade de San Jose na Califórnia.
Esta descoberta do primeiro exoplaneta estabeleceu um marco na pesquisa astronómica, e desde então mais exoplanetas nas estrelas vizinhas do Sol têm sido descobertos.